# Claude Favre de Vaugelas
Claude Favre de Vaugelas (Meximieux, 6 de janeiro de 1585 – fevereiro de 1650) foi um gramático, lexicógrafo e tradutor francês. Frequentador do Hôtel de Rambouillet,  era  conhecido na Corte como seigneur de Vaugelas (nome de uma de suas propriedades rurais) e barão de Peroges.
Segundo filho do jurista e escritor Antoine Favre, presidente do Senado dos Estados da Savoia, em Chambéry, e barão de Pérouges, Vaugelas nasceu no Clos Vaugelas, na paróquia de Meximieux em Bresse, que na época era parte dos Estados da Savóia. Em 1624, por ocasião da morte de seu pai, herdou o título de barão de Pérouges, que usou por muito tempo, alienando-o posteriormente. Herdou também uma pensão do pai, concedida por Luís XIII, em 1619, mas essa pensão, de duas mil libras, correspondente à quase totalidade da sua renda, seria cancelada mais tarde, por  Richelieu.
Ainda jovem, transferiu-se para Paris, ligando-se a Gastão, Duque de Orléans, de quem se tornou um dos camareiros. Como o príncipe costumava atrasar os pagamentos dos empregados domésticos, Vaugelas, que devia acompanhá-lo em suas frequentes viagens ao exterior, acabou por contrair dívidas que pesaram por toda a sua vida. Fluente em italiano e castelhano, trabalhou também como intérprete na corte de Luís XIII.
Frequentador assíduo, desde a juventude, da Academia Florimontana, que se estabelecera em Annecy, por iniciativa sua, de seu pai, Antoine Favre, de Francisco de Sales e de Honoré d'Urfé, Vaugelas exercitou ali a vocação para os estudos e as discussões intelectuais. Dotado de um espírito sério, minucioso e reflexivo, cedo conseguiu a reputação de grande conhecedor das regras da língua francesa e de se expressar com irretocável correção. Embora ainda não tivesse escrito nada, esse profundo conhecimento da língua garantiu-lhe um lugar entre os primeiros membros da Académie française, ao fim de 1634. Participou ativamente na organização dos trabalhos de elaboração do Dictionnaire de l'Académie française, ao qual dedicou 15 anos de sua vida. Atuou na redação dos verbetes iniciados pela letra A até a letra I. Na elaboração do dicionário, cada palavra era objeto de longas discussões, que em grande parte eram devidas aos escrúpulos de Vaugelas, a seu purismo extremo, e a suas manias. Desta forma, os trabalhos se desenvolveram num ritmo particularmente lento. O modelo intelectual de Vaugelas era Nicolas Coeffeteau, considerado por ele como um dos fundadores da prosa francesa.
Mais tarde, Richelieu restabeleceria sua pensão. Em 1647, Vaugelas publicou sua principal obra, Remarques sur la langue française, utiles à ceux qui veulent bien parler et bien écrire, na qual procura definir e codificar o bom uso do francês, inspirando-se na língua falada na corte do rei, seguindo a linha de Malherbe.
Perto do fim de sua vida, Vaugelas torna-se preceptor dos filhos do príncipe Luís Tomás de Saboia, Príncipe de Carignan.